# Michelle Gildernew
Michelle Gildernew (née le 28 mars 1970) est une femme politique irlandaise du Sinn Féin du Comté de Tyrone, en Irlande du Nord. Elle est députée de Fermanagh et du Tyrone du Sud de 2001 à 2015 et de 2017 à 2024.
Elle est ministre de l'Agriculture et du Développement rural au sein de l'Exécutif d'Irlande du Nord de 2007 à 2001. Elle est membre de l'Assemblée d'Irlande du Nord (MLA) pour la circonscription de l'Assemblée de Fermanagh et du Tyrone du Sud de juin 1998 à juillet 2012. Elle est réélue à l'Assemblée en 2016 et 2017.
Gildernew est le porte-parole du Sinn Féin pour la santé et est membre de l'Ard Chomhairle (exécutif national du parti). Lors de l'Assemblée de 2007-2011, elle est vice-présidente du Comité du développement social et membre du Comité du centre, ainsi que d'autres comités statutaires et ad hoc.

## Éducation et formation
Née à Dungannon, Gildernew fréquente le St Catherine's College Armagh et plus tard l'Université d'Ulster, à Coleraine. Après avoir obtenu son diplôme universitaire, elle voyage beaucoup en Europe, aux États-Unis et en Australie, où elle travaille pendant un an.
Gildernew est issue d'une famille républicaine irlandaise basée au «complexe agricole Gildernew» (tel que décrit sur les cartes Ordnance Survey) dans le comté de Tyrone. Au cours des années 1960, la famille comprend des personnalités de premier plan de l'Association des droits civils d'Irlande du Nord et prend part à une manifestation de 1968 à Caledon, dans le comté de Tyrone, au sujet de la discrimination en matière de logement.

## Carrière politique
À son retour en Irlande du Nord en 1996, Gildernew est candidate en seconde place pour le Sinn Féin aux élections du Forum d'Irlande du Nord pour Fermanagh et Tyrone du Sud, mais n'est pas élue. L'année suivante, elle est nommée représentante du Sinn Féin à Londres et fait partie de la première délégation du Sinn Féin à visiter Downing Street. Aux élections de l'Assemblée de 1998, elle est élue députée de Fermanagh et de Tyrone du Sud, conservant son siège aux élections de 2003 et 2007. Gildernew fait campagne sur les droits des femmes et des mères.

### Élection à Westminster
Aux élections générales de 2001 au Royaume-Uni, Gildernew est élue au Parlement comme députée de Fermanagh et de Tyrone du Sud, battant le candidat unioniste d'Ulster James Cooper par 53 voix. Elle est la première femme élue de son parti à la Chambre des communes en plus de 80 ans depuis Constance Markievicz en 1918. Comme tous les députés du Sinn Féin, elle suit une politique d'abstentionnisme et n'a jamais pris son siège à Westminster au cours des cinq élections législatives.
Aux élections de 2005, elle est réélue et augmente sa majorité à 4 582 voix. Lors de l'élection de 2010, les unionistes démocrates (DUP), les conservateurs et unionistes d'Ulster et la voix unioniste traditionnelle (TUV) ont tous choisi de ne pas présenter de candidats et elle conserve son siège par 4 voix contre l'unioniste indépendant Rodney Connor.
En octobre 2014, le Sinn Féin annonce que Gildernew serait le candidat du parti aux élections de 2015 à Westminster. Elle perd le siège par 530 voix face au candidat du parti unioniste d'Ulster Tom Elliott.
Elle regagne son siège en 2017, battant Elliott par 875 voix. Elliott réduit l'écart à seulement 57 voix en 2019, faisant de Fermanagh et du Tyrone du Sud le siège le plus marginal du pays.

### Gouvernement d'Irlande du Nord
Au cours de son mandat de ministre de l'Agriculture et du Développement rural, Gildernew s'occupe de problèmes tels qu'une épidémie de fièvre catarrhale du mouton. Elle renforce également la coopération transfrontalière avec la république d'Irlande sur les questions agricoles.
Dans une interview accordée en juillet 2012 à The Impartial Reporter, Gildernew défend l'homme d'affaires Seán Quinn, affirmant que "[il] a été traité de manière honteuse par le gouvernement irlandais. S'ils n'avaient pas essayé de le dépouiller de tous ses biens, y compris sa maison, de lui refuser la capacité de fonctionner dans les affaires et d'essayer régulièrement de l'humilier, je crois qu'il aurait remboursé chaque centime qu'il devait au contribuable irlandais ". Quinn, l'ancien chef du groupe privé QUINN (aujourd'hui Aventas), a été déclaré en faillite en janvier 2012.
Le Sinn Féin prend ses distances avec les commentaires de Gildernew faits avec Mary Lou McDonald selon lesquels les Quinn s'étaient livrés à des pratiques commerciales illégales.

## Vie privée
Gildernew est mariée à Jimmy Taggart et est la mère de deux garçons, Emmet et Eunan, et d'une fille, Aoise.